# Diamond Bitch
Diamond Bitch – pierwszy solowy, a czwarty w karierze, album studyjny polskiej piosenkarki Dody wydany przez Universal Music Polska 27 lipca 2007.
Zadebiutował na pierwszym miejscu listy sprzedaży OLiS i przebywał tam pięć tygodni z rzędu. 5 grudnia 2007 zdobył status platynowej płyty. 29 sierpnia 2008 ukazała się jego edycja specjalna. Album uzyskał łącznie nakład ponad 45 tysięcy zestawów.
Album Diamond Bitch spotkał się z negatywnym przyjęciem przez krytyków muzycznych (w przeciwieństwie do pozytywnego przyjęcia przez fanów). Był nominowany do Superjedynki 2008 w kategorii „płyta roku”, zajmując drugie miejsce.

## Nagrywanie
W listopadzie 2006 w programie Dzień Dobry TVN Doda powiedziała, że nagrywa solowy album. Na producenta muzycznego został wybrany Mark Tysper oraz Marcin Trojanowicz. Tysper skomponował również utwory na album, a Doda zajęła się tekstami.
Pisząc słowa piosenek, Rabczewska inspirowała się ostatnimi dramatycznymi wydarzeniami w swoim życiu. Do byłego męża Radosława Majdana kierowane są ballady „Katharsis” i „Ostatni raz ci zaśpiewam”. „Judasze” to wspomnienie byłego przyjaciela Tomasza Luberta, lidera grupy Virgin. „Dziękuję” to podziękowanie dla fanów. „Prowokacja” jest zaś adresowana do natrętnych dziennikarzy.
Dwanaście utworów z albumu to kompozycje głównie popowe, choć często z domieszką rocka. W „Całkiem innej” słychać mroczne, klawiszowe intro i ciężki riff, a „Diamond Bitch” jest czymś pomiędzy rockiem a metalem. Na albumie znajdują się muzyczne inspiracje amerykańskim pop metalem z lat 80. w rodzaju Bon Jovi („Ćma”, „Cheerleaderka”), ale tak jak i na wcześniejszych płytach Dody, z czasów Virgin, pojawiają się też odniesienia do tego, co robiły takie grupy, jak Bajm czy Banda i Wanda („To jest to”, „Prowokacja”). Na płycie są również ballady („Ostatni raz ci zaśpiewam”, „Rany”).
Nagrania na album odbyły się wiosną 2007. Potem odbyło się miksowanie i mastering (między innymi w Studio 17 Buffo i Sun Studio). Tymczasem nagrania utworu „Nie daj się” promującego reedycję albumu odbyło się w czerwcu 2008 w Studio Buffo.

## Wydanie i promocja
6 czerwca 2007 o godzinie 19:10 w radiu RMF FM odbyła się premiera pierwszego utworu promującego Diamond Bitch, „Katharsis”. Jego emisję słuchało około 7 mln słuchaczy. W czerwcu został on wybrany na singla. 10 lipca w programie Viva Hits Polska, około godziny 20:00, w Vivie odbyła się premiera teledysku do singla.
27 lipca 2007 odbyła się premiera albumu Diamond Bitch. Doda planowała duże szczęście dla płyty, gdyż w dacie są trzy siódemki (27.07.07). Nazwała album bitch, co w języku angielskim oznacza suka, oraz diamond (diament), ponieważ wierzyła, że płyta osiągnie sprzedaż zapewniającą status diamentowy. Pudełko albumu jest zrobione w bardzo oryginalny sposób, niespotykany w „normalnych” albumach. Na krążku jest narysowany różowy misiek Dody, poza tym na płycie położone są różowe piórka. W albumie znajduje się kartka; na jego jednej stronie znajduje się plakat, a na drugiej – teksty piosenek, twórcy, podziękowania i sesja zdjęciowa Dody. Koło kartki znajdują się zaprojektowane przez Dodę plakaty. Poza tym każdy egzemplarz ma swój indywidualny numer.
We wrześniu odbyła się premiera singla „To jest to”. W czerwcu 2008 rozpoczęła prace nad reedycją albumu. W czerwcu nagrała nowy utwór „Nie daj się” oraz teledysk, którego premiera odbyła się na portalu Plejada.pl.
29 sierpnia odbyła się premiera edycji specjalnej Diamond Bitch ze zmienioną okładką i bonusowymi utworami na CD: „Nie daj się”, coverem „Like A Virgin” Madonny oraz wersjami instrumentalnymi „Nie daj się” i „Katharsis” (na płycie zabrakło jednak „To jest to” ze względu na podejrzenia o plagiat). Oprócz tego do albumu dołączono płytę DVD z wszystkimi teledyskami Dody i Virgin, kulisami nagrywania utworu i teledysku „Nie daj się” oraz domowym archiwum Dody – filmikami z dzieciństwa artystki. Tymczasem utwór „Rany” wykorzystano w filmie Krzysztofa Zanussiego Serce na dłoni, w którym Doda zagrała. W październiku ogłosiła wybór tej piosenki na singla.
W lutym 2009 odbyła się premiera singla „Rany”, a 9 lutego na Plejada.pl pokazano teledysk. W kwietniu Doda potwierdziła wydanie piątego i ostatniego singla promującego Diamond Bitch, „Dziękuję”. 2 kwietnia nakręciła teledysk, którego premiera odbyła się 5 maja na orangemusic.pl.
W ramach promocji albumu Doda odbyła trasę koncertową Diamond Tour.

## Recenzje
Album zebrał negatywne recenzje krytyków muzycznych. Marek Świdrowicz, dziennikarz czasopisma Teraz Rock, krytykował melodie zawartych na płycie piosenek, które podsumował mianem „niezbyt ambitnego popu”. Diamond Bitch skwitował jako wydawnictwo „kiczowate i cukierkowe”.

## Promocja

### Single
- „Katharsis” – pierwszy singel wydany w czerwcu 2007. Muzykę napisali Mikis Cupas i Mark Tysper, a słowa Doda. Tekst jest napisany po rozstaniu Rabczewskiej z Radosławem Majdanem[1]. Teledysk do utworu zdobył dwie nagrody.
- „To jest to” – drugi singel wydany we wrześniu 2007. Muzykę napisali Lindfors i Tysper, a słowa – Doda. Utwór nie pojawia się na reedycji albumu ze względu na podejrzenia o plagiat[14].
- „Nie daj się” – trzeci singel wydany w czerwcu 2008 i promujący edycję specjalną albumu. Muzykę napisał Marek Kościkiewicz, a słowa – Doda. Wygrał konkurs na Polski Hit Lata 2008 na Sopot Hit Festiwalu[18].
- „Rany” – czwarty singel wydany w lutym 2009. Muzykę napisał Sebastian Piekarek, a słowa – Doda.
- „Dziękuję” – piąty i ostatni singel wydany w maju 2009. Muzykę napisał Tysper, a słowa – Doda. W maju odbyła się premiera jego teledysku[15]. Piosenka zajęła pierwsze miejsce w plebiscycie „Przebój Lata 2009” organizowanym przez Onet.pl[19].

### Wykonania
- 8 czerwca 2007: TOPtrendy („Szansa”, „Katharsis”)
- 15 czerwca 2007: KFPP Opole („Katharsis”)
- 1 września 2007: Sopot Festival[20] („To jest to”)
- 4 października 2007: VIVA Comet[21] („Katharsis”)
- 31 grudnia 2007/1 stycznia 2008: Sylwester Jasny Od Gwiazd 2007/2008 we Wrocławiu emitowany przez TVP2 („Dżaga”, „Szansa”, „Katharsis”, cover „Material Girl” Madonny)
- 4 lutego 2008: Telekamery („Katharsis”)
- 14 czerwca 2008: KFPP Opole („Katharsis”, „Diamond Bitch”, „Nie daj się”)
- 4 lipca 2008: TOPtrendy („Katharsis”, „Nie daj się”)
- 8 sierpnia 2008: Sopot Hit Festiwal („Nie daj się”[18])
- 31 grudnia 2008/1 stycznia 2009: Sylwester Jasny Od Gwiazd we Wrocławiu emitowany przez TVP2 („Dżaga”, „Szansa”, „Nie daj się”, cover „What’s Up” 4 Non Blondes)
- 7 sierpnia 2009: Sopot Hit Festiwal („Nie daj się”, „Dżaga”, cover „Boys (Summertime Love)” Sabriny, „Dziękuję”[22])
- 22 sierpnia 2009: Sopot Festival 2009 („Znak pokoju”[23])
- 31 grudnia 2009/1 stycznia 2010: Odyseja Gwiazd / Sylwester z Dwójką w Łodzi (cover „Venus” Bananaramy, „Dżaga”, „Dziękuję”, „Szansa”, „Nie daj się”)
- 25 lutego 2010: VIVA Comet 2010 („Dziękuję”, „Muzyki moc” z VIVA i Przyjaciele)

## Lista utworów
| #   | Tytuł                      | Muzyka                                                                  | Słowa                      | Czas |
| --- | -------------------------- | ----------------------------------------------------------------------- | -------------------------- | ---- |
| 1.  | „Całkiem inna”             | Typser/Grizzly/Mack (Tensongs/Grape Town)                               | Agnieszka Trojanowicz      | 3:36 |
| 2.  | „To jest to”               | Lindfors/Tysper                                                         | Doda                       | 3:16 |
| 3.  | „Katharsis”                | Mikis Cupas/Tysper                                                      | Doda                       | 4:14 |
| 4.  | „Ćma”                      | Alfonzetti/Lyander/Tysper (Air Chrysalis/Grape Town)                    | Doda                       | 3:25 |
| 5.  | „Misja”                    | Marcin Nierubiec                                                        | Doda                       | 3:45 |
| 6.  | „Cheerleaderka”            | Alfonzetti/Lyander/Aldeheim/Tysper (Air Chrysalis/Universal/Grape Town) | Doda                       | 3:40 |
| 7.  | „Prowokacja”               | Alfonzetti/Lyander/Typser (Air Chrysalis/Grape Town)                    | Doda                       | 3:13 |
| 8.  | „Ostatni raz ci zaśpiewam” | Tysper/Starkie                                                          | Doda                       | 4:06 |
| 9.  | „Judasze”                  | Hed/Westfal/Alfonzetti/Lyander/Tysper (Warner Chappel/Grape Town)       | Doda                       | 3:02 |
| 10. | „Rany”                     | Sebastian Piekarek                                                      | Doda                       | 3:34 |
| 11. | „Dziękuję”                 | Tysper                                                                  | Doda                       | 4:39 |
| 12. | „Diamond Bitch”            | Tysper/Grizlly/Mack (Tensongs/Grape Town)                               | Doda/Agnieszka Trojanowicz | 3:27 |

### Edycja specjalna
| #   | Tytuł                           | Muzyka                                                                  | Słowa                      | Czas |
| --- | ------------------------------- | ----------------------------------------------------------------------- | -------------------------- | ---- |
| 1.  | „Nie daj się”                   | Marek Kościkiewicz                                                      | Doda                       | 3:02 |
| 2.  | „Całkiem inna”                  | Typser/Grizzly/Mack (Tensongs/Grape Town)                               | Agnieszka Trojanowicz      | 3:36 |
| 3.  | „Katharsis”                     | Mikis Cupas/Tysper                                                      | Doda                       | 4:14 |
| 4.  | „Ćma”                           | Alfonzetti/Lyander/Tysper (Air Chrysalis/Grape Town)                    | Doda                       | 3:25 |
| 5.  | „Misja”                         | Marcin Nierubiec                                                        | Doda                       | 3:45 |
| 6.  | „Cheerleaderka”                 | Alfonzetti/Lyander/Aldeheim/Tysper (Air Chrysalis/Universal/Grape Town) | Doda                       | 3:40 |
| 7.  | „Prowokacja”                    | Alfonzetti/Lyander/Typser (Air Chrysalis/Grape Town)                    | Doda                       | 3:13 |
| 8.  | „Ostatni raz ci zaśpiewam”      | Tysper/Starkie                                                          | Doda                       | 4:06 |
| 9.  | „Judasze”                       | Hed/Westfal/Alfonzetti/Lyander/Tysper (Warner Chappel/Grape Town)       | Doda                       | 3:02 |
| 10. | „Rany”                          | Sebastian Piekarek                                                      | Doda                       | 3:34 |
| 11. | „Dziękuję”                      | Tysper                                                                  | Doda                       | 4:39 |
| 12. | „Diamond Bitch”                 | Tysper/Grizlly/Mack (Tensongs/Grape Town)                               | Doda/Agnieszka Trojanowicz | 3:27 |
| 13. | „Like A Virgin” (cover Madonny) | Tom Kelly, Billy Steinberg                                              | Tom Kelly, Billy Steinberg | 2:45 |
| 14. | „Nie daj się” (Karaoke)         | –                                                                       | –                          | 3:02 |
| 15. | „Katharsis” (Karaoke)           | –                                                                       | –                          | 4:10 |

### DVD
| #                                  | Tytuł                                                 |
| Teledyski                          | Teledyski                                             |
| ---------------------------------- | ----------------------------------------------------- |
| 1.                                 | „Nie daj się”                                         |
| 2.                                 | „Katharsis”                                           |
| 3.                                 | „Szansa”                                              |
| 4.                                 | „2 bajki”                                             |
| 5.                                 | „Znak pokoju”                                         |
| 6.                                 | „Kolejny raz”                                         |
| 7.                                 | „Nie zawiedź mnie”                                    |
| 8.                                 | „Dżaga”                                               |
| 9.                                 | „Mam tylko ciebie”                                    |
| 10.                                | „To ty”                                               |
| W studio i na planie „Nie daj się” |                                                       |
| 1.                                 | „Doda w studio”                                       |
| 2.                                 | „Doda na planie teledysku”                            |
| Wspominki z dzieciństwa            |                                                       |
| 1.                                 | „Tato już...?:)”                                      |
| 2.                                 | „Od małego miałam parcie na szkło...”                 |
| 3.                                 | „Pierwszy występ w moim życiu...”                     |
| 4.                                 | „Moje niezapomniane przeżycie – ślubowanie...”        |
| 5.                                 | „Mój pierwszy występ przy fortepianie przed rodziną”  |
| 6.                                 | „Moje pierwsze show”                                  |
| 7.                                 | „Mój pierwszy turniej tańca”                          |
| 8.                                 | „Pierwszy raz na dużej scenie śpiewam kolędę”         |
| 9.                                 | „Sylwesteł, cuksy i landłynki:)”                      |
| 10.                                | „Mój pierwszy występ w telewizji publicznej...”       |
| 11.                                | „Kącik poezji śpiewanej”                              |
| 12.                                | „Piosenka dzięki której dostałam się do teatru Buffo” |
| 13.                                | „Moja pierwsza nagroda za piosenkę aktorską”          |
| 14.                                | „50% talentu i 95% pracy...”                          |
| 15.                                | „Polska Madonna...”                                   |
| 16.                                | „Mój pierwszy wywiad:)”                               |

## Notowania
| Państwo | Twórca                  | Pozycja | Certyfikat | Sprzedaż |
| ------- | ----------------------- | ------- | ---------- | -------- |
| Polska  | OLiS                    | 1       | Platyna    | 30 000   |
| Europa  | European Top 100 Albums | 66      |            |          |